# Edvald Boasson Hagen

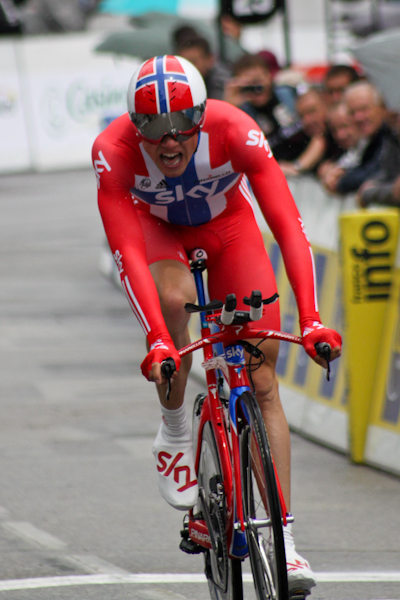
Edvald Boasson Hagen under Critérium du Dauphiné 2011.

Edvald Boasson Hagen, född 17 maj 1987 i Rudsbygd, Lillehammers kommun, är en norsk proffscyklist från och med 2008 då han började tävla för UCI ProTour-stallet Team Columbia. Han vann Gent–Wevelgem under säsongen 2009. Under samma säsong vann han en lagtempoetapp på Giro d'Italia med Team Columbia.
Boasson Hagen blev professionell med Team Columbia inför 2008. Åren 2006 - 2007 tävlade han för det norska stallet Team Maxbo-Bianchi. Inför säsongen 2010 blev norrmannen kontrakterad av det då nyskapade brittiska stallet Team Sky, men lämnade laget inför 2015 års säsong för det sydafrikanska stallet MTN-Qhubeka.

## Karriär
Edvald Boasson vann Ringerike Grand Prix 2007. Under säsongen vann han också de norska tempomästerskapen. Under sin första säsong, 2006, i Team Maxbo-Bianchi vann han tre av tio etapper under Tour de l'Avenir.
Boasson Hagen inledde sin första säsong med en femteplats på Tour of Californias prolog före etablerade tempospecialister som David Millar och Gustav Larsson. 
Under sin första säsong som professionell vann Boasson Hagen det franska loppet Grand Prix de Denain samt tredje etappen, ett tempolopp, under Critérium International, före stallkamraten Tony Martin. I juni 2008 vann han de norska tempomästerskapen för andra gången.
I augusti 2008 vann norrmannen sjätte etappen av ProTour-tävlingen Eneco Tour. I september vann han etapp 5 och 7 av Tour of Britain.

### 2009
Boasson Hagen slutade tvåa på etapp 4 av Challenge Volta a Mallorca bakom spanjoren Antonio Colom. Han slutade tvåa bakom den tyska cyklisten Gerald Ciolek på etapp 5 av samma tävling. I april vann norrmannen Gent–Wevelgem före Aljaksandr Kutjynski och Matthew Goss. 
Under Giro d'Italia vann Boasson Hagen loppets inledande etapp, en lagtempoetapp, tillsammans med de andra ryttarna i Team Columbia.Boasson Hagen tvåa på etapp 6, 32 sekunder bakom segraren Michele Scarponi, innan han spurtvann nästa etapp. På etapp 8 slutade norrmannen tvåa bakom stallkamraten Kanstantsin Siŭtsoŭ. Tävlingen avslutades med ett tempolopp där Boasson Hagen slutade trea bakom Ignatas Konovalovas och Bradley Wiggins.
Under året vann Boasson Hagen de norska tempomästerskapen för tredje gången. I augusti vann han etapp 4 och 6 av Polen runt. Boasson Hagen slutade Polen runt på tredje plats bakom Alessandro Ballan och Daniel Moreno. Boasson Hagen vann etapp 6 och 7 av Eneco Tour framför Matthew Goss och Tyler Farrar. Tidigare under Eneco Tour det året slutade han på andra plats på etapperna 4 och 5, medan han slutade på tredje plats på etapp 1 och 2. Hans resultat under tävlingen ledde till att han vann Eneco Tour framför Sylvain Chavanel och Sebastian Langeveld. Boasson Hagen vann också tävlingens poängtävling framför Lars Bak och Francesco Gavazzi. Under Tour of Britain slutade Boasson Hagen på tredje plats på etapp 2. Han vann sedan etapp 3, 4, 5 och 6 av tävlingen. På etapp 7 slutade han på tredje plats bakom Ben Swift och Filippo Pozzato. Boasson Hagens sammanlagda resultat under tävlingen ledde till att han vann Tour of Britain framför Chris Sutton och Martin Reimer.

### 2011
2011 fick Boasson Hagen sitt stora genombrott på Tour de France när han lyckades vinna etapp 6 och 17 och även kom tvåa efter landsmannen Thor Hushovd på etapp 16.

### 2012-2015
2012 vann Boasson Hagen etapper på Critérium du Dauphiné och Tirreno–Adriatico och dessutom vann han det norska nationsmästerskapets linjelopp. Han vann även Glava Tour of Norway totalt och dessutom blev han tvåa på världsmästerskapens linjelopp bakom Philippe Gilbert.
Under 2013 och 2014 hade Boasson Hagen det motigt, och inför 2015 års säsong bytte han till det sydafrikanska stallet MTN-Qhubeka.
Den 31 maj 2015 tog Boasson Hagen sin första seger på nästan två år, när han vann etapp 5 i det norska etapploppet Tour des Fjords. I slutet av juni samma år vann han både nationsmästerskapens tempo- och linjelopp. I september vann han etapploppet Tour of Britain.
2017
Under 2017 vann Boasson Hagen, den 19:e etappen i tour de france för teamet Team Dimension Data for Qhubecka.

## Meriter

### Etapplopp
Tour de France
2 etapper (2011) 1 individuell etapp (2017)
Giro d'Italia
1 individuell etapp (2009)
1 lagtempoetapp (2009)
 Ringerike Grand Prix – 2007
 Eneco Tour – 2009, 2011
 Tour of Britain – 2009, 2015
 Glava Tour of Norway – 2012, 2013

### Endagslopp
Gent–Wevelgem – 2009
Vattenfall Cyclassics – 2011
GP Ouest-France – 2012

### Mästerskap
Nationsmästerskapens tempolopp – 2007, 2008, 2009, 2010, 2011, 2013, 2015
 Nationsmästerskapens linjelopp – 2012, 2015

## Stall
- Team Maxbo Bianchi 2006–2007
- Team Columbia 2008–2009
- Team Sky 2010–2014
- MTN-Qhubeka 2015–